# Richard Fester (Linguist)
Richard Fester (* 1910 in Berlin; † 1982) war ein deutscher Autor und Paläolinguist. In seinem bekanntesten Werk, Sprache der Eiszeit (erschienen 1962), stellte er die These auf, dass alle Sprachen der Welt einen einmaligen gemeinsamen Ursprung besitzen, dessen Urwortschatz er glaubte rekonstruieren zu können. Jedoch war Fester in Fragen der Vorgeschichte, der Sprachwissenschaft oder gar Paläoklimatologie kaum bewandert, und seine umfangreichen Wortgleichungen sind durch keinerlei Lautgesetze gestützt.

## Festers Theorie der Urlaute
Aus einem Vergleich von gut 100 verschiedenen Sprachen stellte Fester die Hypothese auf, dass sechs Urformen, die er „Archetypen“ nannte („ba“, „kall“, „tal“, „tag“, „os“ und „acq“), sechs Lebenssituationen entsprechen, und die Basis aller Sprachen bilden.
Er schließt dabei methodisch an die japhetitologische Vierelementenanalyse des sowjetischen Linguisten Nikolai Jakowlewitsch Marr an, der von den vier Ursilben sal, ber, yon und rosch ausgeht, die bei der Arbeit ausgestoßenen Urlauten entsprechen.
Fester zog aus seinen Untersuchungen weitergehende Schlüsse, die nicht nur linguistischer Natur sind.
Der erste der von ihm postulierten Urlaute, „ba“, steht stellvertretend für die Bildung einer einfachen Silbe aus einem mit Hilfe der Lippen geformten Konsonanten (dazu gehören m, b, p, f und w) und einem offenen Vokal (Mundstellungen von a bis o) und entspricht der seiner Meinung nach einfachsten Möglichkeit, mit unserem Sprechapparat eine Silbe zu bilden. Insofern könnte das erste Wort in der Tat so ähnlich wie „ba“ geklungen haben. Fester stellte Listen mit Wörtern zusammen, die sich aus dieser Lautkombination entwickelt haben könnten. Dabei sind diese im Laufe der Entwicklung oft in komplexere Strukturen eingebettet worden, wobei sie sich auch veränderten. Bei seiner Auflistung, die Wörter wie „bau-en“, „Feu-er“, „Mama“ und „Papa“ enthält, kam er zu dem Schluss, dass das Urwort „ba“ zunächst Dinge bezeichnete, die ausschließlich mit dem Menschen und seinem Umfeld, also mit menschlichen Beziehungen und Daseinsfragen zu tun haben.
Die Grundbedeutung des Urwortes „kall“ (mit Zunge und Gaumen erzeugter Konsonant (g, k) in Verbindung mit einem Vokal und einem Konsonanten wie l, r, m oder n) bezeichnet eine Wölbung, Vertiefung oder einen „umschlossenen Hohlraum“, so dass sich Wörter wie „Halle“, „Zelle“ und „Quelle“ oder deren Umkehrungen „Loch“ und „Lache“ bildeten. Mit den Abkömmlingen des Urwortes „kall“ wird eine Art Gefäß umschrieben, aus dem etwas entspringen kann. Dass sehr viele weitere Ableitungen („Gyn“, „Girl“, „Queen“) die Bedeutung „Frau“ haben, wird damit erklärt, dass die Frau das „Gefäß des Lebens“ ist. Die große Häufigkeit von Wörtern mit diesem Stamm (gegenüber den anderen Urwörtern) ließ für Fester nur einen Schluss zu: Er deutete diese als Beweis für ein Ur-Matriarchat, eine umstrittene These, die in dem Buch Weib und Macht gemeinsam mit anderen Autoren diskutiert wurde. Er stellt darin u. a. fest: „Wenn man sich die Zeit des Menschen auf dieser Erde mit 2000 Jahren vorstellt, dann gibt es Männerherrschaft erst seit einem Jahr. Und wenn man das grafisch darstellt, und dazu eine gerade Linie von zwei Metern Länge darstellt, dann ist der letzte Abschnitt, der männerrechtliche nur einen Millimeter lang.“
Die übrigen vier Urlaute bedeuten laut Fester:

„tal“ = Einschnitt oder Spalte im Boden oder im Körper, die Erde, unten

„tag“ = Aufrechter Mensch, Götter, hoch

„os“ = Öffnung

„acq“ = Wasser
In etwa vergleichbarer Weise schrieb der Jurist und Sprachwissenschaftler Arnold Wadler 1935 in der Schweiz das Buch Der Turm von Babel – die Urgemeinschaft der Sprachen (1948 in englischer Übersetzung erschienen als One Language – Sources of all tongues), in dem er zu recht ähnlichen Ergebnissen kommt wie Fester. Der amerikanische Autor J. P. Cohane, der Festers Bücher offenbar nicht kannte, kam in seinem Buch The Key (Crown, New York) 1969 ebenfalls zu einer Rekonstruktion von 6 Urwörtern, die er wie Fester vor allem aus geographischen Begriffen erschloss, und die insbesondere eine religiöse Bedeutung gehabt haben sollen. Cohanes Urwörter lauten: „Oc“ der „Og“ wie in Okeanos, Kronos, Moloch und dem altirischen Gott Oc; „Hawwah“ wie in Aloha, Yahweh, Aqua und Erde; „Mana“; „Ash“ oder „Az“; „Tema“ wie in Thames, Tiamat und Athena; sowie „Eber“ oder „Abar“ wie in Berber, Hibernia, Kalabrien, Abruzzen, Hebräisch, Ares und Mars. 
Innerhalb der Sprachwissenschaft werden diese Versuche als wissenschaftlich nicht fundiert abgelehnt. In Ermangelung von Lautgesetzen ist Fester nie in der Lage, Lehnwörter und zufällige Wortähnlichkeiten (z. B. Deus im Lateinischen und Theos im Griechischen) in völlig unverwandten Sprachen von vielleicht möglichen Urverwandtschaften überzeugend zu unterscheiden.
Auch in der modernen vergleichenden Sprachwissenschaft haben einige renommierte Wissenschaftler (wie z. B. Joseph Greenberg und Merritt Ruhlen) den (ebenfalls nicht unumstrittenen) Versuch unternommen, mit der von Greenberg entwickelten Methode der Mass Lexical Comparison tatsächlich eine Ursprache (Proto-World) und deren Nachfolgesprachen (z. B. Nostratisch und andere so genannte Makrofamilien) zu rekonstruieren. Dabei werden, wie von Fester, auch mögliche Fehlgleichsetzungen (false cognates) nicht von vornherein von dem Vergleich ausgeschlossen, jedoch nicht aus Unkenntnis, sondern aus bestimmten methodischen Gründen. In dem derart rekonstruierten Grundwortschatz von Proto-World finden sich eine Reihe Parallelen zu Festers Archetypen, z. B. „*aya“ (Mutter, Vater, Großmutter) könnte Festers „ba“ entsprechen, „*k’olo“ (Loch, Grube, Aushöhlung) entspricht offensichtlich Festers „kall“, „*tika“ (Erde, Mensch) entspricht Festers „tag“, „*'ag'wa“ (Wasser) entspricht zweifellos Festers „acq“.
Es scheint daher, dass sich manche moderne Sprachforscher teilweise den unwissenschaftlich entstandenen Thesen Festers annähern.
Die Rekonstruktion einer Ursprache setzt die Annahme einer monogenetischen Entstehung der menschlichen Sprache voraus (vergl. Monoglottogenese), die auch Fester vertreten hat. Eine solche einmalige Entstehung der Sprache vor maximal 200.000 Jahren wird auch durch neuere Ergebnisse der Anthropologie (Out-of-Africa-Theorie) und der Humangenetik, wie z. B. die Entdeckung des „Sprach-Gens“ FOXP2 (siehe Svante Pääbo) nahegelegt. Festers Hypothese, dass schon frühe Urmenschen-Arten lange vor Homo sapiens die Fähigkeit zur Sprache besaßen, ist aus heutiger Sicht eher unwahrscheinlich, da hierzu das Vorhandensein der anatomischen und physiologischen Voraussetzungen des Kehlkopfapparates offenbar nicht allein ausreichend ist. Die Mutation zur Sprachfähigkeit scheint der letzte große Schritt in der Evolution innerhalb unserer Art gewesen zu sein und auch zu erklären, warum der moderne Mensch vor etwa 60.000–100.000 Jahren und damit lange nach seiner Entstehung plötzlich einen explosiven Kulturschub erfährt und sich erst dann über die Kulturstufe des Homo erectus und des Neandertalers erhebt und über die ganze Welt ausbreitet.

## Festers Theorie zur Besiedelung Amerikas
Im Rahmen seiner Gesamtvergleiche meinte Fester auch Wörter der amerikanischen Indianer mit finnischen Wörtern (auch in einigen Ortsnamenbezeichnungen) auf gemeinsame Ursprünge zurückführen zu können. Vermutlich aus Ahnungslosigkeit von der einst bestehenden Landbrücke nach Amerika und darüber hinaus vom Zusammenhang der uralischen Sprachen verstieg er sich in die Annahme einer Besiedlung über den Nordatlantik. Er dachte an eine Eisbrücke, die während der letzten Eiszeit bestanden habe und über die eiszeitliche Jäger vordrangen, als sie Robben nachstellten. Skier sind schon auf alten Felszeichnungen zu sehen, und mit solchen, argumentiert Fester, wäre die Strecke durch Kundschafter zu bewältigen gewesen, denen dann später ihre Sippen folgten. Fester postuliert als Erklärung für eine solche „Weiße Brücke“ eine südlichere Lage des Nordpols (beim Südende Grönlands) während des Magdalénien. Diese These, die in fast identischer Form 1958 von dem Amerikaner Charles Hapgood formuliert wurde, ist wissenschaftlich jedoch zweifelsfrei widerlegt und widerspricht allen bekannten Fakten (dazu zählt auch der von Fester unterstützte Mythos der angeblich „schockgefrosteten“ Mammuts). 
Ergebnisse der modernen Genetik (Beispiele über die diversen Seiten des „Atlas of the human journey“) und Linguistik (Joseph Greenberg und andere) legen nahe, dass Amerika in drei sprachlichen Einwanderungswellen (daher drei große amerikanische Sprachfamilien: Amerindisch, Eskimo-Aleutisch und Na-Dené) über die Beringstraße besiedelt wurde.

## Werke
- Sprache der Eiszeit. Die ersten sechs Worte der Menschheit. Herbig, München 1962, ISBN 3-7766-0980-X
- Die Steinzeit liegt vor deiner Tür. Ausflüge in die Vergangenheit. Kösel, München 1983, ISBN 3-466-11017-3
- Protokolle der Steinzeit. Kindheit der Sprache. Herbig, München 1984, ISBN 3-7766-0674-6
- Die Eiszeit war ganz anders. Das Geheimnis der versunkenen Brücke nach Amerika. Piper, 1973, ISBN 3-492-02004-6
- Urwörter der Menschheit. Eine Archäologie der Sprache. Kösel, München 1986, ISBN 3-466-11014-9
- mit Marie E. P. König, Doris F. Jonas, A. David Jonas: Weib und Macht. Fünf Millionen Jahre Urgeschichte der Frau. Fischer, Frankfurt am Main 1979, ISBN 3-596-23716-5
- mit Doris F. Jonas, A. David Jonas: Kinder der Höhle: Die steinzeitliche Prägung des Menschen. Kösel, München 1984, ISBN 3-466-11010-6